# Dikete Tampungu
Dikete Tampungu est un footballeur congolais, né le 16 avril 1980.
Il a participé à la Coupe d'Afrique des nations 2006 avec l'équipe de République démocratique du Congo.

## Carrière
| Année   | Club                    | Pays           |
| ------- | ----------------------- | -------------- |
| 2002-03 | Bush Bucks              | Afrique du Sud |
| 2003-04 | Bush Bucks              | Afrique du Sud |
| 2004-05 | Bush Bucks              | Afrique du Sud |
| 2005-06 | Bush Bucks              | Afrique du Sud |
| 2006-07 | Western Province United | Afrique du Sud |
| 2007-08 | Western Province United | Afrique du Sud |